# Коста, Жан-Поль
Жан-Поль Коста (фр. Jean-Paul Costa; 3 ноября 1941[…], Тунис — 27 апреля 2023, Chantérac) — французский юрист, профессор права, председатель Европейского суда по правам человека (ЕСПЧ) с 19 января 2007 по 3 ноября 2011 года.

## Биография
Родился в Тунисе 3 ноября 1941 года. Учился в местном «Лицее Карно». После того, как Тунис провозгласил независимость, в 1957 году семья Карно покинула страну и переехала в Париж. Здесь Жан-Поль Коста продолжил своё образование в Лицее Генриха IV.
В 1961 году получил диплом бакалавра парижского Института политический исследований (фр. Institut d'Études Politiques de Paris, Sciences Po), в 1962 году стал магистром юридических наук, а в 1964 году окончил аспирантуру по специальности «публичное право». С 1964 года по 1966 год Жан-Поль Коста обучался во французской Национальной школе администрации (фр. École nationale d’Administration, ENA).
Жан-Поль Коста внезапно скончался в Дордони после недомогания 27 апреля 2023 года в возрасте 81 лет.

## Карьера
В 1966 году Жан-Поль Коста был назначен на должность аудитора при Государственном совете Франции (фр. Conseil d'État) — консультационном органе национального правительства, который является высшей судебной инстанцией страны по административным делам. Был докладчиком судебной секции Государственного совета Франции с 1966 по 1971 год, с 1977 по 1980 год и с 1987 по 1989 год.
С 1968 по 1973 год — преподавал в парижском Институте политических исследований, где обучается будущая дипломатическая и политическая элита Франции.
С 1981 по 1984 год — работал директором кабинета (политическим секретарём) министра образования Франции Алена Савари.
С 1985 по 1986 год — возглавлял французскую делегацию на переговорах между Францией и Великобританией по строительству тоннеля под Ла-Маншем. Затем с 1986 по 1989 год — член Межправительственной комиссии по строительству тоннеля.
С 1985 по 1989 год — преподавал в Международном институте государственного управления. После чего получает получает должность приглашённого профессора сначала в Университете Орлеана (фр. Université d’Orléans) (1989—1998 год), а затем — и в Парижском университете (фр. Université de Paris) (1992—1998 год).
С мая 1993 по март 1998 года — председатель палаты судебной секции Государственного совета Франции.

## Европейский суд по правам человека
В 1998 году Жан-Поль Коста был избран судьёй в Европейский суд по правам человека. С 2001 по 2007 года он совмещает функции Председателя Секции и заместителя Председателя Суда. 19 января 2007 года Жан-Поль Коста был избран Председателем Европейского суда по правам человека, сменив на данной должности Люциуса Вильдхабера. Спустя три года, в 2010 году — переизбран на этот пост.
3 ноября 2011 года, согласно 23-й статьи Европейской конвенции по правам человека, где указано, что сроки полномочий судей ЕСПЧ истекают по достижении ими семидесятилетнего возраста, Жан-Поль Коста покинул пост Председателя Суда и судьи. Его преемником на посту Председателя Суда стал сэр Николас Братца.
1 января 2012 года Жан-Поль Коста стал восьмым по счёту президентом Международного института прав человека.

## Известные научные работы
- «Публичные свободы во Франции и в мире» (1986 год)
- «Государственный совет в современном мире» (1993 год)
- «Права человека и роль публичной администрации»(1997 год)
- «Светское государство по-французски» (1998 год)[13]

## Награды
- Командор Ордена Почётного легиона[14]

## Личная жизнь
Вдовец. Женился второй раз. Отец пятерых детей.